# Hypericum huber-morathii
Hypericum huber-morathii é uma espécie de angiosperma pertencente ao gênero Hypericum e à família Hypericaceae. Trata-se de uma erva perene de pequeno porte, com poucos caules. Possui caules estreitos e frágeis, folhas espessas, flores agrupadas em cachos de número variável, pétalas amarelas pequenas, cerca de 20 estames e três estigmas. A espécie é estreitamente relacionada a Hypericum minutum [en] e Hypericum sechmenii [en], compartilhando também características com Hypericum lanuginosum [en]. Endêmica da Turquia, ocorre em rochas calcárias numa região limitada do sudoeste da Anatólia. Inicialmente excluída de uma monografia abrangente do gênero Hypericum, sua posição taxonômica dentro do gênero permanece incerta, sendo classificada tanto na seção Adenosepalum quanto na seção Origanifolium.

## Etimologia
O nome do gênero Hypericum possivelmente deriva das palavras em grego hyper (acima) e eikon (imagem), em alusão à tradição de pendurar a planta sobre ícones religiosos em residências. O botânico suíço Arthur Huber-Morath foi o primeiro a coletar a espécie, e o epíteto específico huber-morathii presta homenagem a ele. Em turco, a planta é conhecida como özge kantaron.

## Descrição
Hypericum huber-morathii é uma erva perene de pequeno porte, com altura de 8 a 15 cm. É completamente desprovida de pelos, com poucos caules eretos que se originam de uma base geralmente achatada. Esses caules raramente se ramificam abaixo das inflorescências. São estreitos, aproximadamente cilíndricos, de textura frágil e sem glândulas. As folhas têm um pecíolo muito curto ou são quase sésseis, diretamente ligadas ao caule. As lâminas foliares medem 0,5 a 0,9 cm de comprimento por 0,4 a 0,6 cm de largura, com formato oblongo a oval largo ou oval triangular. São relativamente espessas, com ápice arredondado e base plana ou em cunha larga. A superfície das folhas apresenta numerosas glândulas claras, enquanto as margens exibem aglomerados densos de glândulas pretas.
As flores formam inflorescências com número variável, geralmente de 3 a 12 flores, mas podendo chegar a 30. A inflorescência pode variar de formato semelhante a um corimbo a uma pirâmide ampla ou, raramente, mais cilíndrica. As flores têm cerca de 0,8 cm de diâmetro e crescem a partir de dois ou três nós. As brácteas, semelhantes a folhas, são oblongas e possuem glândulas pretas. As sépalas medem aproximadamente 0,25 cm de comprimento por 0,15 cm de largura, são uniformes em tamanho e se sobrepõem. Apresentam numerosas glândulas pretas em forma de pontos na superfície e nas margens. As pétalas são pequenas, amarelas, com formato de lança obtusa, e possuem uma ou duas glândulas pretas nas bordas. Cada flor contém de 18 a 20 estames e 3 estigmas, com um ovário de 0,15 cm de comprimento.
Hypericum huber-morathii pode ser distinguido de seus parentes mais próximos, H. sechmenii e H. minutum, por várias características: caules mais longos, maior número de flores por inflorescência, sépalas mais pontiagudas, glândulas pretas em vez de âmbar nas pétalas e período de floração mais precoce, em junho. De modo geral, a planta apresenta uma aparência intermediária entre Hypericum lanuginosum e H. minutum.

## Taxonomia
A espécie foi descrita pela primeira vez como Hypericum huber-morathii por Norman Robson [en] em 1967, na revista Notes from the Royal Botanic Garden, Edinburgh. Inicialmente, foi erroneamente excluída de uma monografia abrangente do gênero Hypericum por Robson, junto com as espécies relacionadas Hypericum formosissimum [en] e Hypericum minutum. Uma edição posterior, em 1996, corrigiu o erro e discutiu a morfologia e as relações de H. huber-morathii. No entanto, introduziu ambiguidade quanto à seção do gênero Hypericum à qual a espécie pertence. Robson reconheceu que ela e as outras duas espécies excluídas deveriam ter sido incluídas no tratamento da seção Adenosepalum, mas defendeu sua inclusão na seção Origanifolium, o que as relacionaria mais de perto com Hypericum aviculariifolium nesta última seção. Segundo Robson, a remoção dessas três espécies, junto com outras relacionadas a Hypericum elodeoides [en], resultaria em uma seção Adenosepalum "purificada", formando um grupo natural de espécies.
A situação foi ainda mais complicada pela inclusão posterior da espécie por Norman Robson e seu colega David Pattinson em um "grupo Huber-morathii" dentro da seção Adenosepalum, na edição online da monografia em 2013. Sob essa classificação, a posição de Hypericum huber-morathii foi resumida como segue:
Hypericum
Hypericum subg. Hypericum
Hypericum sect. Adenosepalum
Grupo Huber-morathii
Hypericum decaisneanum [en] – Hypericum formosissimum [en] – H. huber-morathii – Hypericum minutum [en] – Hypericum sechmenii [en]
O nome foi aceito novamente em 2010 em uma análise cladística do gênero e em uma revisão da taxonomia de Hypericum por Robson e Sara Crockett em 2011, embora nenhum dos relatórios tenha esclarecido sua classificação dentro do gênero.

## Distribuição, habitat e ecologia
Hypericum huber-morathii é uma das oito espécies da seção Adenosepalum do gênero Hypericum nativas da Turquia. Seu holótipo foi coletado 19 km a oeste de Korkuteli [en], na província de Antália, na Anatólia. A espécie habita rochas calcárias em elevações de 1.200 a 1.250 metros, onde é encontrada em associação com Centaurea werneri, outra erva perene turca. Um registro de plantas de 1997 pelo Centro de Monitoramento da Conservação Mundial listou a espécie como endêmica de um único país, a Turquia, sendo considerada rara.
A propagação de Hypericum huber-morathii é realizada por semeadura na primavera, cobrindo as sementes levemente com solo. A germinação ocorre em 1 a 3 meses, a uma temperatura de 10 a 16 °C. As plantas desenvolvem-se melhor em fendas rochosas secas e ensolaradas, com proteção contra a umidade do inverno. A divisão é feita na primavera, enquanto estaquias são coletadas no final do verão.